# Piotrowice (powiat nidzicki)
Piotrowice (w latach 1932-1945 niem. Alt Petersdorf) – wieś w Polsce położona w województwie warmińsko-mazurskim, w powiecie nidzickim, w gminie Nidzica.
W latach 1975–1998 miejscowość należała administracyjnie do województwa olsztyńskiego.